# Jhon Murillo
Jhon Eduard Murillo Romaña (El Nula, Estado Apure, Venezuela; 21 de noviembre de 1995) es un futbolista venezolano que también cuenta con la nacionalidad colombiana. Actualmente juega como extremo en el América de Cali de la Primera División del fútbol colombiano.
Debutó con el Unión Atlético Alto Apure de la Tercera División, y pasó al Zamora Fútbol Club donde ganó dos títulos nacionales en 2012/13 y en 2013/14. Con once tantos, es el juvenil con más anotaciones en una temporada del fútbol venezolano.
Debutó con la Selección de fútbol de Venezuela el 11 de febrero de 2015 ante Honduras, marcando gol a los treinta y siete segundos de haber entrado y fue parte de la nómina venezolana que viajó a Chile a disputar la Copa América 2015.

## Trayectoria

### Inicios
Nacido en El Nula, pueblo Apureño, de padres de origen colombiano. A los 12 años un amigo de su padre le sugirió entrar en el mundo del fútbol, por lo que entró en la academia de fútbol sala Fundación Cristian San Camilo, en su estado natal, Apure. A los 14 años, intentó entrar al equipo de la capital regional, Deportivo Apure Fútbol Club, participante de la cuarta categoría del fútbol venezolano, sin embargo, su entrada fue negada por su corta edad. Al año, el entrenador argentino, Eduardo Caldora, lo integra en su nuevo proyecto del club de la ciudad de Guasdualito, Unión Atlético Alto Apure, quien también forma parte de la Tercera División Venezolana. A pesar de su corta edad, es pieza fundamental del equipo guasdalitense, que con el dorsal 9, es llamado por sus compañeros 'Makelele', en relación con su parecido con Claude Makelele. Durante su estadía en UA Alto Apure, solo logró anotar un gol, que fue ante el equipo filial de Fundación Atlético El Vigía a través del punto penal en el estadio José Rigoberto Neiva. De esta manera, su equipo logra el segundo puesto del Grupo Occidental l, de la Tercera División Venezolana de 2012.

### Zamora Fútbol Club
Después de terminar una destacada temporada en tercera, un amigo le sugiere hacer las pruebas con el Zamora Fútbol Club, que había participado de la Copa Libertadores durante esa temporada. Efectivamente, el entrenador del Zamora "B", Julio Quintero, lo admite en su equipo bajo la confirmación del técnico del primer equipo, Noel Sanvicente En sus primeras semanas, es titular habitual del equipo sub-18 del Zamora, marcando algunos goles durante esa temporada. Fue durante los entrenamientos con el equipo blanquinegro, que surgió el apodo de 'Balotelli', gracias a la cresta que proporcionaba un parecido con el jugador italiano Mario Balotelli.
Su debut con el primer equipo y en Primera División Venezolana se produjo el 22 de octubre de 2012 en la derrota 0-2 ante Llaneros de Guanare en el Estadio Agustín Tovar bajo una torrencial lluvia en el encuentro correspondiente de la décima jornada del Torneo Apertura 2012, tras entrar en el minuto 79 en detrimento del lateral izquierdo Edson Mendoza. No volvió a jugar con la mayor sino hasta el 3 de marzo de 2013 contra el Zulia Fútbol Club, entrando al minuto 59 otra vez por Mendoza, donde el juvenil apureño creó varias jugadas de gol. De esta manera, el dorsal 26, disputa 65 minutos en su primera temporada con el Zamora, entre esos, 5' en cinco en la final ante el Deportivo Anzoátegui, logrando así su primer título como jugador profesional.
La ida de la figura panameña Gabriel Torres, sería primordial para el futuro de Jhon Murillo, quien fue tomado más en cuenta por el profesor Sanvicente. En efecto, el técnico utilizaba a Murillo como la regla del juvenil sub-20 en el once inicial. Inició como titular por vez primera en la jornada de la inicio de la temporada 2013/14, en la victoria 2-0 del defensor del título ante Yaracuyanos Fútbol Club. Su primera anotación con el Zamora se produciría el 19 de agosto de 2013 ante el Deportivo Petare, en el encuentro pospuesto del día anterior tras una fuerte lluvia, tras un contraataque en el minuto 87' en la victoria de 1-3 en el Estadio Olímpico de la UCV. La jornada siguiente anotaría también al Deportivo Lara, para consolidar de esta forma su titularidad. Siguió sumando partidos durante todo el Torneo Apertura, y rompe una sequía goleadora el 1 de diciembre ante el Caracas Fútbol Club. Su equipo finaliza en el tercer lugar del Torneo Apertura.
En el Torneo Clausura 2014, el equipo arranca de manera más contundente. Murillo marcaría ante rivales como Estudiantes de Mérida, Tucanes de Amazonas y Atlético El Vigía, sin embargo, esta no era la principal preocupación del 'Chita' Sanvicente y sus pupilos, sino la de triunfar en la Copa Libertadores 2014. En esta cita, sería su debut en copa internacional, efectuado el 12 de febrero de 2014 ante el Atlético Mineiro en su estadio. Su primer gol en este torneo y único de ese año, sería el 26 de marzo ante el Club Nacional de Paraguay, tras una asistencia de Pedro Ramírez que Murillo definiría al palo derecho del arquero, para lograr el definitivo 2-0 de su equipo en La Carolina El equipo venezolano estuvo a un punto de alcanzar la clasificación, y tras esto, se enfocó nuevamente en el torneo nacional. Murillo no dejaría de ser protagonista, y marcaría en las goleadas ante el Deportivo La Guaira, Trujillanos y su primer doblete contra el Carabobo Fútbol Club. Su equipo obtendría el primer lugar del Torneo Clausura, y ganaría el pase a la Gran Final, contra el Mineros de Guayana. El partido de ida lo ganarían 4-1, siendo el último tanto por parte del juvenil apureño. En el partido de vuelta, Murillo se ganaría su primera expulsión gracias a la segunda amarilla cometida por perder tiempo en la fracción 92' y de esta manera, en la derrota 2-0, el Zamora y Murillo ganarían su segundo título nacional. Acaba la temporada 2013/14 cuajando una magnífica actuación, sumando entre Liga y Libertadores, 3020 minutos y 12 goles, siendo así el juvenil venezolano con más goles en una temporada.
Los jugadores del Zamora como Juan Falcón (futbolista), Pedro Ramírez y Jonnathan España adquirirían reconocimiento internacional y se irían a Europa la siguiente temporada. Jhon Murillo no sería la excepción e iría a probar suerte con el FC Basel de Suiza, sin embargo, tras una semana de prueba, el venezolano no sería suficiente para lograr ocupar la última plaza extranjera.
De esta forma, y sin Noel Sanvicente, Murillo sería el encargado de comandar el ataque zamorano durante la temporada 2014/15. La Furia Llanera cuajó una pésima actuación en el Torneo Apertura y finalizó en la duodécima posición en la cual Jhon aportó dos goles en los empates ante Zulia y Mineros. El siguiente semestre, el Zamora afrontaría la Copa Libertadores 2015. El primer partido sería ante el Montevideo Wanderers el 17 de febrero; Murillo anotó el primer tanto del partido tras una cabalgada desde la mitad de la cancha y una espectacular definición ante el arquero, el partido que fue dominado por el Zamora, acabó en derrota 3-2 después múltiples expulsiones al equipo zamorano, entre ellas, la primera roja directa al apureño por efectuar una plancha a un jugador del equipo uruguayo, que a pesar de dicha acción, fue nombrado mejor jugador del partido por la cadena televisiva Fox Sports. La expulsión provocaría la suspensión de los dos siguientes partidos y tendría que aguardar al enfrentamiento de local ante Boca Juniors, donde nuevamente Murillo marcaría el primer gol, pero su equipo terminaría perdiendo 1-5.

### S. L. Benfica
El 20 de mayo de 2015, Zamora FC confirma la transferencia de Murillo al campeón portugués S. L. Benfica en un acuerdo de 5 años. Sin embargo no llegó a jugar con el primer equipo.

### CD Tondela
El 16 de julio de 2015, se confirma la cesión al recién ascendido C. D. Tondela para adquirir minutos en la Primera categoría de Portugal. Luego de 2 temporadas en el equipo portugués, en la temporada 2017-18 se va cedido al Kasimpasa de Turquía por una temporada.
En 2018 se confirma su traspaso definitivo al C.D Tondela por 4 temporadas. 

### Atlético San Luis
El 3 de enero del 2022 se hace oficial su traspaso al San Luis de la Primera División Mexicana por medio millón de euros aproximadamente, firmando contrato hasta 2025.

## Selección nacional

### Selección juvenil
Jhon Murillo sería convocado para la selección sub-21 que disputaría este torneo en México. Venezuela alcanzaría la final ante la selección local y perdería 4-1. El joven apureño aportaría a su selección nacional con dos goles, ante Haití y Honduras respectivamente.
Bajo la tutela del exfutbolista Miguel Echenausi, Murillo formaría parte de los 23 convocados del Campeonato Sudamericano de Fútbol Sub-20 de 2015 disputado en Uruguay. Los 'minitinto' quedarían en la penúltima plaza solo obteniendo una victoria. En este torneo, Murillo disputó todos los minutos sin marcar ningún tanto.

#### Participaciones internacionales
| Competición                         | Sede    | Resultado    | Partidos | Goles |
| ----------------------------------- | ------- | ------------ | -------- | ----- |
| Juegos Centroame. y del Caribe 2014 | México  | Subcampeón   | 5        | 2     |
| Sudamericano Sub-20 de 2015         | Uruguay | Primera fase | 4        | 0     |

### Selección absoluta
Debutó con la Selección de fútbol de Venezuela el 11 de febrero de 2015 en un partido amistosos ante Honduras, marcando gol a los treinta y siete segundos de haber entrado y fue parte de la nómina venezolana que viajó a Chile a disputar la Copa América 2015.
Su segundo gol lo marcó en las eliminatorias hacia Rusia 2018 contra Argentina en el Estadio Monumental.
Su tercer gol lo marcó en un amistoso contra Argentina en 2019. 

#### Participaciones en Eliminatorias al Mundial
| Eliminatorias                 | Resultado | Partidos | Goles |
| ----------------------------- | --------- | -------- | ----- |
| Eliminatorias Mundial de 2018 | 10º lugar | 10       | 1     |

#### Participaciones en Copa América
| Torneo            | Sede   | Resultado        | Partidos | Goles |
| ----------------- | ------ | ---------------- | -------- | ----- |
| Copa América 2015 | Chile  | Primera fase     | 0        | 0     |
| Copa América 2019 | Brasil | Cuartos de final | 4        | 0     |
| Copa América 2021 | Brasil | Primera Ronda    | 0        | 0     |

#### Goles internacionales
| #  | Fecha                   | Lugar                                          | Rival     | Gol   | Resultado | Competición               |
| -- | ----------------------- | ---------------------------------------------- | --------- | ----- | --------- | ------------------------- |
| 1. | 11 de febrero de 2015   | La Carolina, Barinas, Venezuela                | Honduras  | 2 – 1 | 2 – 1     | Amistoso                  |
| 2. | 5 de septiembre de 2018 | El Monumental, Buenos Aires, Argentina         | Argentina | 0 – 1 | 1 – 1     | Clasif. Copa Mundial 2018 |
| 3. | 22 de marzo de 2019     | Estadio Wanda Metropolitano, Madrid, España    | Argentina | 0 – 2 | 1 – 3     | Amistoso                  |
| 4. | 5 de junio de 2019      | Mercedes-Benz Stadium, Atlanta, Estados Unidos | México    | 0 – 1 | 3 – 1     | Amistoso                  |

## Clubes
| Club                   | País      | Año            |
| ---------------------- | --------- | -------------- |
| Zamora F. C.           | Venezuela | 2012 - 2015    |
| SL Benfica             | Portugal  | 2015 - 2018    |
| C. D. Tondela (Cedido) | Portugal  | 2015 - 2017    |
| Kasımpaşa SK (Cedido)  | Turquía   | 2017 - 2018    |
| C. D. Tondela          | Portugal  | 2018 - 2022    |
| Atlético San Luis      | México    | 2022 - 2025    |
| Atlas F. C.(Cedido)    | México    | 2024           |
| América de Cali        | Colombia  | 2025- Presente |

## Estadísticas
Actualizado al último partido jugado el 20 de agosto de 2021.
| Club | Temporada     | Liga  | Liga  | Liga   | Copa* | Copa* | Copa*  | Continental** | Continental** | Continental** | Total | Total | Total  |
| Club | Temporada     | Part. | Goles | Asist. | Part. | Goles | Asist. | Part.         | Goles         | Asist.        | Part. | Goles | Asist. |
| --- | ------------- | ----- | ----- | ------ | ----- | ----- | ------ | ------------- | ------------- | ------------- | ----- | ----- | ------ |
| Zamora F.C Venezuela | 2012–13       | 5     | 0     | 0      | -     | -     | -      | -             | -             | -             | 5     | 0     | 0      |
| Zamora F.C Venezuela | 2013–14       | 32    | 11    | ?      | -     | -     | -      | 4             | 1             | 0             | 36    | 12    | ?      |
| Zamora F.C Venezuela | 2014–15       | 22    | 8     | ?      | -     | -     | -      | 4             | 2             | 0             | 26    | 10    | ?      |
| Zamora F.C Venezuela | Total club    | 59    | 19    | ?      | -     | -     | -      | 8             | 3             | 0             | 62    | 22    | ?      |
| Kasımpaşa Turquía | 2017-18       | 24    | 4     | 0      | 1     | 0     | 0      | -             | -             | -             | 25    | 4     | 0      |
| Kasımpaşa Turquía | Total club    | 24    | 4     | 0      | 1     | 0     | 0      | -             | -             | -             | 25    | 4     | 0      |
| C.D Tondela Portugal | 2015–16       | 23    | 3     | 1      | -     | -     | -      | -             | -             | -             | 23    | 3     | 1      |
| C.D Tondela Portugal | 2016–17       | 31    | 5     | 7      | 2     | 0     | 1      | -             | -             | -             | 33    | 5     | 8      |
| C.D Tondela Portugal | 2018-19       | 32    | 3     | 4      | 6     | 1     | 2      | -             | -             | -             | 38    | 4     | 6      |
| C.D Tondela Portugal | 2019-20       | 30    | 2     | 2      | 1     | 0     | 0      | -             | -             | -             | 31    | 2     | 2      |
| C.D Tondela Portugal | 2020-21       | 26    | 4     | 4      | 2     | 0     | 0      | -             | -             | -             | 28    | 4     | 4      |
| C.D Tondela Portugal | 2021-22       | 15    | 2     | 5      | 4     | 1     | 0      | -             | -             | -             | 19    | 3     | 5      |
| C.D Tondela Portugal | Total club    | 157   | 19    | 23     | 15    | 2     | 2      | -             | -             | -             | 162   | 21    | 26     |
| Total carrera | Total carrera | 240   | 41    | 23     | 16    | 2     | 2      | 8             | 3             | 0             | 259   | 46    | 26     |
| (*) Incluye datos de Copa Venezuela y Copa de Portugal (**) Incluye datos de Copa Libertadores y Europa League Fuente:Ficha en Soccerway |               |       |       |        |       |       |        |               |               |               |       |       |        |

## Palmarés

### Títulos nacionales
| Título                        | Club       | País      | Año     |
| ----------------------------- | ---------- | --------- | ------- |
| Primera División de Venezuela | Zamora F.C | Venezuela | 2012–13 |
| Primera División de Venezuela | Zamora F.C | Venezuela | 2013–14 |